# Oxalis caesia
Oxalis caesia är en harsyreväxtart som beskrevs av Rodolfo Amando Philippi. Oxalis caesia ingår i släktet oxalisar, och familjen harsyreväxter. Inga underarter finns listade i Catalogue of Life.